# 国際共産主義潮流

国際共産主義潮流のロゴ。1919年の the Communist International's review で最初に使用されたボリス・クストーディエフの作品を元に作成された。

国際共産主義潮流(英：International Communist Current、ICC、仏：Courant Communiste International)は、イタリア・ドイツ・オランダの左翼共産主義の伝統を受け継ぎ、各国の共産主義左翼組織が合同して1975年に形成された国際革命組織。
国際共産主義潮流は、共産主義左翼の伝統にのっとり、労働組合を資本主義支配の道具とみなし、選挙や議会をブルジョア的欺瞞であるとする。また、極左組織（毛沢東主義、トロツキズム、アナキズム）をも資本主義の分派であるとする。
日本では、国際共産主義潮流と関係のある活動家たちが、2008年10月に、「分析と交流」を発刊した。
国際共産主義潮流は、イギリス、フランス、ドイツ、スイス、イタリア、スペイン、スウェーデン、ベルギー、オランダ、トルコ、アメリカ合衆国、メキシコ、ベネズエラ、ブラジル、インド、フィリピンに組織をもっている。また、アルゼンチンに支持者がいる。
他の左翼共産主義組織や個人を「プロレタリア政治環境」(proletarian political milieu)とよび、討論や共同行動を行っている。